# Esturió oscietra

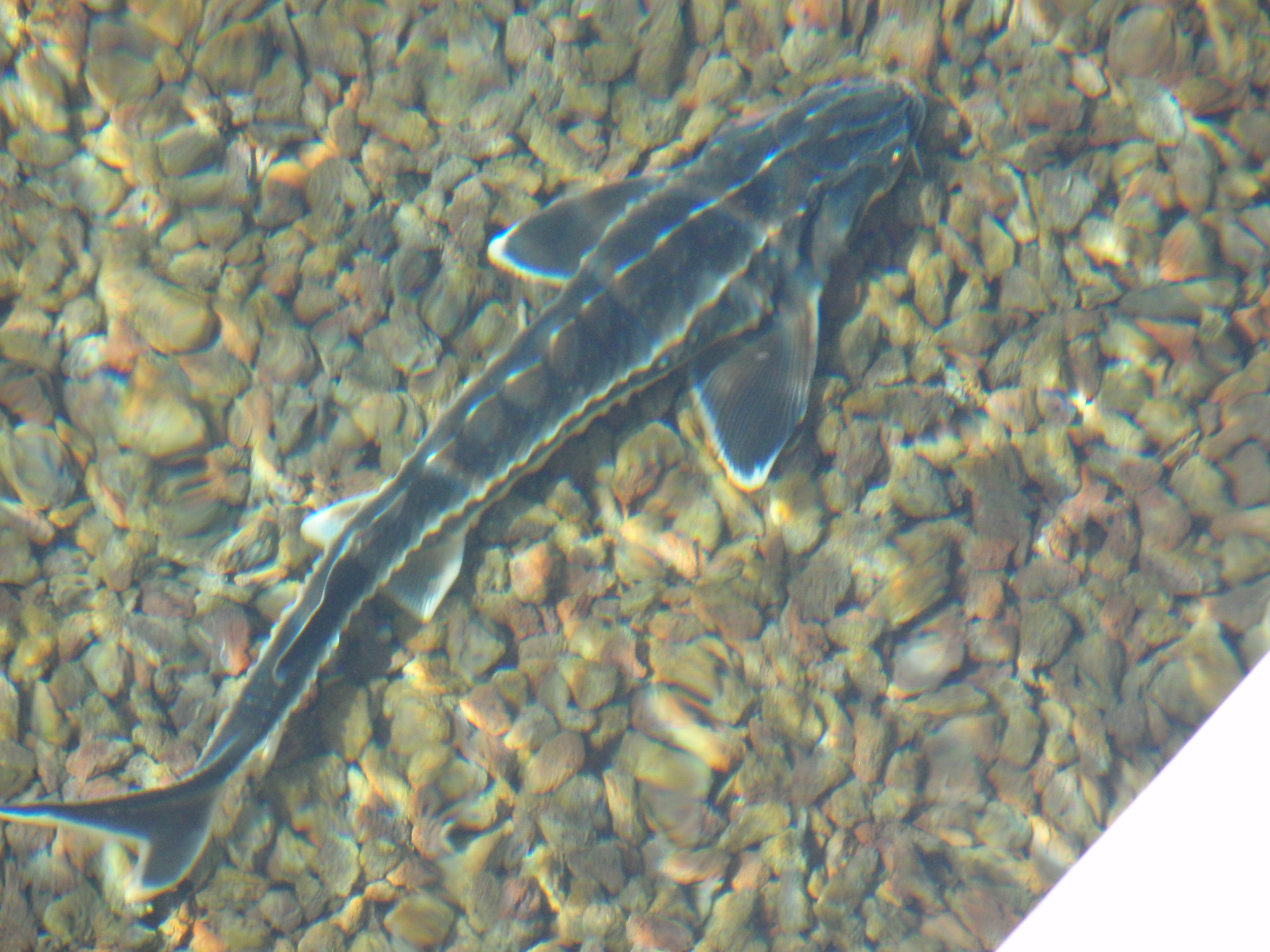
Esturió oscietra

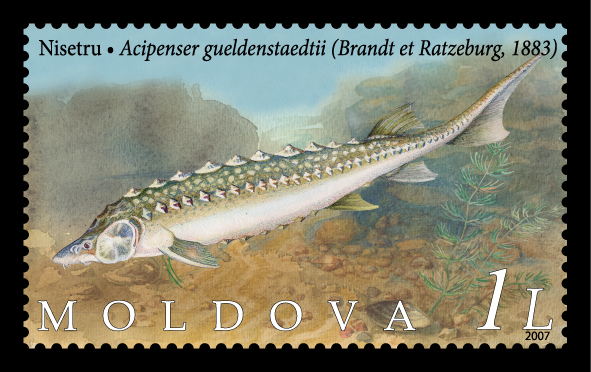
Segell de Moldàvia del 2007

L'esturió oscietra (Acipenser gueldenstaedtii) és una espècie de peix actinopterigi pertanyent a la família dels acipensèrids.

## Descripció
- Pot arribar a fer 236 cm de llargària màxima (normalment, en fa 145) i 115 kg de pes.
- 27-48 radis tous a l'aleta dorsal.
- 16-35 radis tous a l'aleta anal.
- L'esquena és de color gris olivaci, els costats més clars i el ventre blanc.[3][4][5][6]

## Alimentació
Menja mol·luscs bentònics, crustacis i peixets.

## Hàbitat
És un peix d'aigua dolça, salabrosa i marina; demersal, anàdrom i de clima temperat (10 °C-20 °C; 61°N-35°N, 26°E-54°E).

## Distribució geogràfica
Es troba a Euràsia: és autòcton d'Albània, l'Azerbaidjan, Bulgària, Geòrgia, l'Iran, el Kazakhstan, Romania, Rússia, Turquia, el Turkmenistan i Ucraïna, incloent-hi la mar Negra, el mar d'Azov, la mar Càspia i llurs afluents (com ara, els rius Don, Kuban, Danubi, Dnièper i Dnièster). Ha estat introduït a la Xina, Letònia, Lituània i Suècia, i va esdevindre extint a Àustria, Alemanya i Sèrbia.

## Longevitat
Pot assolir els 46 anys.

## Estat de conservació
La majoria de les seues àrees de fresa s'ha perdut a causa de la construcció de preses (per exemple, la conca de la mar Càspia n'ha perdut un 70% des del 1950). A més, la pesca il·legal (la qual sembla anar en augment) i els alts nivells de contaminació (tant a les conques del mar Negre i del Caspi, la qual cosa ha alterat l'equilibri hormonal i fet augmentar el nombre de peixos hermafrodites) són també una amenaça per a l'espècie.

## Observacions
És inofensiu per als humans.